# Anatolikos japonicus
Anatolikos japonicus is een krabbensoort uit de familie van de Cancridae. De wetenschappelijke naam van de soort is voor het eerst geldig gepubliceerd in 1893 door Ortmann.